# Stanisław Dziwisz
Stanisław Jan Dziwisz (Raba Wyżna, 1939. április 27. –) lengyel katolikus püspök, 2005-től 2016-ig krakkói érsek, 2006-tól bíboros. Korábban, 1978-tól 2005-ig, vagyis Szent II. János Pál pápa teljes pápasága alatt a Szentatya személyi titkára volt.

## Pályafutása
Ferenc pápa 2016. december 8-án fogadta el a kánonjogi előírások szerint benyújtott nyugdíjazási kérelmét.